# بهرنگ توفیقی
بهرنگ توفیقی (زادهٔ ۱۸ اسفند ۱۳۵۵) کارگردان، بازیگر و فیلم‌نامه‌نویس اهل ایران است.

## زندگی
بهرنگ توفیقی با مهاجرت خانواده به جنوب ایران از سال ۱۳۶۴ تا ۱۳۷۳ در بندر دیر (استان بوشهر) زندگی کرد و در آنجا دیپلم تجربی گرفت؛ وی سپس برای ادامه تحصیل به تهران مهاجرت کرد و در رشته کارگردانی سینما از دانشگاه سوره فارغ‌التحصیل شد.
وی کار حرفه‌ای را با بازیگری شروع کرد. همچنین در برخی فیلم‌ها برنامه‌ریز، دستیار کارگردان، مدیر تولید و نویسنده بوده‌است. وی کار هنری اش را با دستیاری کارگردانی از سال ۱۳۷۴ آغاز کرد. بازیگری را توأم با دستیاری کارگردان از سال ۱۳۷۹ دنبال کرده و در سال ۱۳۹۰ سریال مسیر انحرافی را کارگردانی کرد. و در حال حاضر علاوه بر فیلمسازی به آموزش بازیگری هم می‌پردازد.

### خانواده
پدر وی فتح‌الله توفیقی (درگذشته ۱۳۷۳) فرزند مختار، دبیر دبیرستانهای شهرستان دیر بود.
جد وی نیز علی‌اکبر توفیقی (درگذشته ۱۳۲۴)، اولین شهردار زنجان و از آزادی‌خواهان دوره قاجاریه - پهلوی اول بود که توسط فرقه دموکرات آذربایجان تیرباران شد.
مادر وی اصالتاً اهل زیباکنار استان گیلان، و محمد دارایی، عکاس سریال پدر، خواهرزاده وی است. وی متأهل است.

### سریال انقلاب زیبا
بهرنگ توفیقی سریال انقلاب زیبا را نقطه عطف و پایه موفقیت خود معرفی کرده‌است و شاید بسیاری از مردم او را با این سریال شناخته باشند.

## کارگردان
- گور به گور (فیلم تلویزیونی ۱۳۸۸)

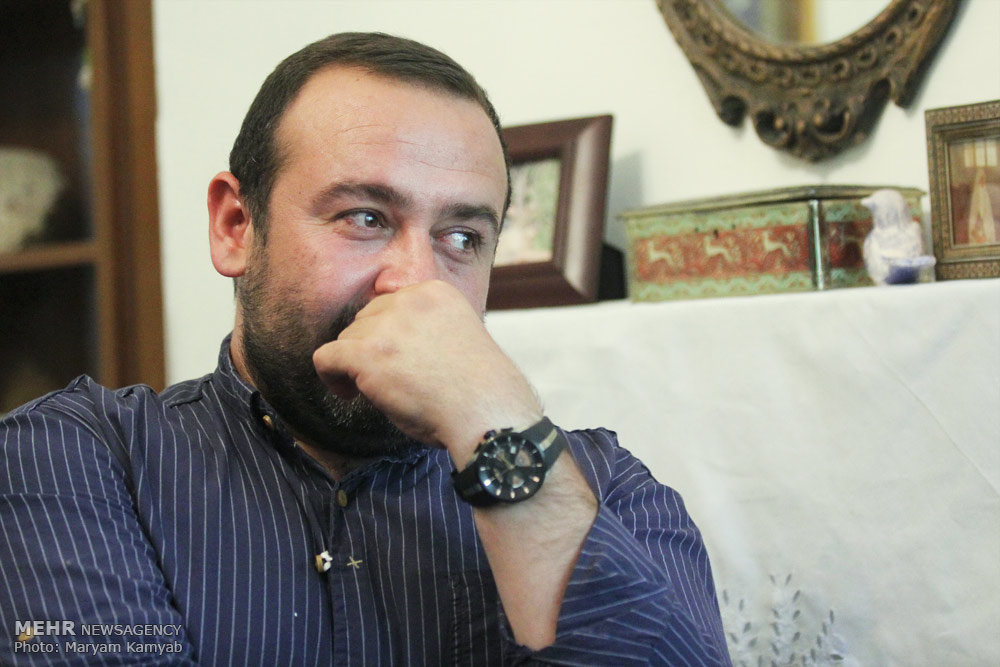
توفیقی در پشت صحنهٔ پشت بام تهران در سال ۱۳۹۴

- دسته بازنده‌ها (فیلم تلویزیونی ۱۳۸۹)
- مسیر انحرافی (مجموعه تلویزیونی ۱۳۹۰)
- انقلاب زیبا (مجموعه تلویزیونی ۱۳۹۳)
- سوختن[۴] (فیلم سینمایی ۱۳۹۳)
- آمین (مجموعه تلویزیونی ۱۳۹۴)
- پشت بام تهران (مجموعه تلویزیونی ۱۳۹۴)
- زیر پای مادر (مجموعه تلویزیونی ۱۳۹۶)
- عقیق (مجموعه تلویزیونی ۱۳۹۶)
- پدر (مجموعه تلویزیونی ۱۳۹۷)
- بر سر دوراهی (مجموعه تلویزیونی ۱۳۹۸)
- آقازاده (مجموعه نمایش خانگی ۱۳۹۹)
- افرا (مجموعه تلویزیونی۱۴۰۰)
- بی همگان (مجموعه تلویزیونی ۱۴۰۱)
- سرگیجه (مجموعه نمایش خانگی ۱۴۰۱)

## بازیگر
- از کنار هم می‌گذریم (۱۳۷۹)
- عاشق مترسک (۱۳۸۲)
- نوک برج (۱۳۸۴)
- ورود آقایان ممنوع (۱۳۸۹)(نقش کوتاه)

## جوایز و نامزدها
- نامزد جایزه تندیس حافظ بهترین کارگردان در نوزدهمین جشن دنیای تصویر برای مجموعه تلویزیونی پدر ۱۳۹۸